# فالوجا
فالوجا (بالفارسية: ولوجا) هي منطقة سكنية تقع في إيران في مازندران. يقدر عدد سكانها بـ 1,904 نسمة .